# Chrysina aurora
Chrysina aurora är en skalbaggsart som beskrevs av Adolphe Boucard 1875. Chrysina aurora ingår i släktet Chrysina och familjen Rutelidae. Inga underarter finns listade i Catalogue of Life.